# Daimyō
Daimyō (jap. 大名 daimyō) – panowie feudalni w średniowiecznej Japonii, po rozpoczęciu tzw. ery feudalnej (784 r.); potężni i wpływowi władcy ziemscy. Daimyō zarządzali całymi wioskami i miastami, a do dyspozycji mieli własne oddziały samurajów.
Za rządów siogunów z rodu Tokugawów nastąpił podział daimyō na fudai-daimyō – bezpośrednich wasali sioguna, którzy byli spokrewnieni i związani z rodem Tokugawa jeszcze przed objęciem przez nich władzy – oraz tozama-daimyō, nie spokrewnionych z Tokugawami, ale uważających się za co najmniej im równych.
W 1635 r., w obawie przed samowolą, nieposłuszeństwem lub buntami ze strony daimyō, wprowadzono restrykcyjny system kontroli (sankin-kōtai) nad nimi, polegający na tym, że każdy daimyō ze swoją rodziną i świtą co drugi rok musiał przebywać na dworze sioguna w Edo. Gdy wracał do swojej prowincji, jego rodzina zostawała w Edo jako zakładnicy. Ponadto, szlaki ich podróży wyznaczano tak, aby nie mogli się po drodze spotykać i knuć intryg przeciwko siogunowi. Było to także dla panów feudalnych znacznym obciążeniem finansowym.
Słowo daimyō było używane w Japonii od starożytności, ale przechodziło istotne zmiany znaczeniowe. Pierwotnie mogło się odnosić do chłopa-obszarnika, do właściciela licznych shōenów (posiadłości ziemskich) lub znamienitego wojownika. Obecne znaczenie tego słowa jest skojarzone z panem feudalnym okresu Edo.
W języku polskim słowo najczęściej zapisywane jest zgodnie z transkrypcją Hepburna jako daimyō lub bez przedłużenia (daimyo). Niektóre słowniki języka polskiego (m.in. Wielki słownik wyrazów obcych pod red. Marka Bańki) odnotowują spolszczoną pisownię dajmio. W starszych publikacjach dotyczących Japonii spotkać można się również z formą daimio.